# Adolfo Natalini
Adolfo Natalini (Pistoia, 10 mei 1941 – Florence, 22 januari 2020) was een Italiaanse architect. Hij realiseerde een groot aantal projecten in Nederland.
Natalini studeerde architectuur in Florence en richtte in 1966 samen met andere architecten de radicale experimentele architectuurgroep Superstudio op. De projecten van Superstudio kregen ruime aandacht in gespecialiseerde tijdschriften. Eind jaren zestig was hij onder meer samen met Roberto Barni, lid van de Pistoia School.
In 2006 ontving Natalini de Leone di Pietra-prijs op de 10e Internationale Architectuurtentoonstelling in Venetië in de sectie "Stad van Steen". Natalini zette zijn onafhankelijke activiteit voort en ontwikkelde een reeks projecten in Italië, Duitsland en Nederland. 

## Nederland
Zijn eerste project in Nederland was de restyling van de Waagstraat in Groningen (1991). Later was hij de architect van bouwsels als Boscotondo in Helmond en de Natalinitoren in Roermond. 
Natalini stond in zijn latere leven bekend als een 'hedendaags traditionalist'. 'Zijn gebouwen zien er niet uit alsof ze er altijd al hebben gestaan, maar alsof ze er altijd al hadden kunnen staan', schreef architectuurcriticus Hans Ibelings. Hij tekende pleintjes, torentjes, zuiltjes, trapgevels en dakpannen. Tijdgenoten zeiden: 'Het ziet er klassiek uit en toch is het nieuw.'
Zelf zei Natalini dat hij zich alleen maar aanpaste aan de omgeving. 'Ik houd ervan me te verbergen achter mijn architectuur. De mensen moeten zich er totaal vrij voelen, niet overdonderd.' Een andere keer zei hij: 'Ik zorg slechts voor een onopvallend decor voor de behoeften, verlangens en dromen van de mensen.'